# Calle de Melitón Martín
La calle de Melitón Martín fue una vía pública de la ciudad española de Segovia, ya desaparecida.

## Descripción
La vía, ya desaparecida, conectaba la calle de Juan Bravo con la de la Herrería. Honraba con el título a Melitón Martín y Arranz (1820-1886), segoviano y fundador de la fábrica de loza La Segoviana. Como la calle se difuminó con el tiempo y el industrial quedó sin reconocimiento en la ciudad, en 2019 se decidió darle su nombre a una glorieta cercana a la fábrica. La antigua calle aparece descrita en Las calles de Segovia (1918) de Mariano Sáez y Romero con las siguientes palabras:

Melitón Martín.—Sube desde la calle de Juan Bravo a la de la Herrería. Es homenaje al ilustre segoviano D. Melitón Martín y Arranz, nacido en nuestra Ciudad en 9 de marzo de 1820. Político y diputado liberal su padre, escapó a Inglaterra en 1828 y allí estuvieron padre e hijo hasta 1840 en que regresaron a la patria. Se encargó D. Melitón muy joven, en Madrid, de la dirección de la fábrica del gas y logró sacarla del deplorable estado en que se encontraba. Fué ingeniero jefe del ferrocarril de Aranjuez y Albacete; estableció una acadmeia gratuita para maquinistas; y en la provincia de Madrid y en pocos días, construyó varios puentes que habían sido destruídos por las inundaciones. Estableció en Segovia la actual fábrica de loza; de gas, en varias poblaciones; hizo cuatro grandes sifones en el Canal de Isabel II; organizó la explotación minera de Asturias y Bélmez; hizo estudios de varios caminos de hierro y construyó el túnel de Calego, notable obra de ingiería, y fué su vida una constante manifestación de laboriosidad y de talento. Se distinguió como escritor, siendo sus principales obras «El Ponos o la comedia humana», admirable simbolismo filosófico; «La leyenda del trabajo», «La filosofía del sentido común», «La imaginación», «Avila y Segovia en el asunto del trazado del ferrocarril del Norte», «El trabajo en España», «Historia alegórica de la humanidad» y muchos folletos de materias de actualidad. Fué académico de Ciencias y murió en 14 de septiembre de 1886.
(Sáez y Romero, 1918, pp. 114-115)